# Gillette (Wyoming)
Gillette ist eine Stadt und der Verwaltungssitz des Campbell County im
US-Bundesstaat Wyoming.

## Geographie
Gillette bedeckt eine Fläche von 34,7 km² (13,4 mi²), davon sind 0,1 km² Wasserflächen. Die Stadt befindet sich zwischen den Gebirgszügen der Black Hills im Osten und den Bighorn Mountains im Westen. Durch die Stadt fließt der Donkey Creek, ein linker Nebenfluss des Belle Fourche Rivers. In Gillette befindet sich ein Loran-C-Sender auf einem 213 Meter hohen Mast.

## Demographie
2020 lebten in Gillette 33.403 Einwohner.

## Erwähnung in Fernsehserien
In der bekannten Fernsehserie Dark Angel wird Gillette in Wyoming als Standort für das fiktive militärische Forschungslabor „Manticore“ erwähnt.

## Altersstruktur
| Bevölkerung | Jahre   | Anteil  |
| ----------- | ------- | ------- |
| unter       | 18      | 30,20 % |
| von         | 18 – 24 | 10,70 % |
| von         | 25 – 44 | 31,60 % |
| von         | 45 – 64 | 21,40 % |
| über        | 65      | 6,10 %  |

- Das durchschnittliche Alter beträgt 32 Jahre.

## Wirtschaft
Gillette ist stark vom Kohlebergbau geprägt. 2017 waren von insgesamt 23.778 Beschäftigten rund ein Viertel (5.538) im Bergbau beschäftigt. Bei Gillette befinden sich insgesamt zwölf Kohleminen; Betreiber sind unter anderem Alpha Natural Resources, Arch Coal, Cloud Peak Energy und Peabody Energy. Neben den Bergbaubetrieben haben sich mehrere auf Bergbaumaschinen und Maschinenwartung spezialisierte Unternehmen wie L&H Industrial und Liebherr angesiedelt.

## Persönlichkeiten
- Eric Barlow (* 1966), Politiker